# Frente de Izquierda Popular

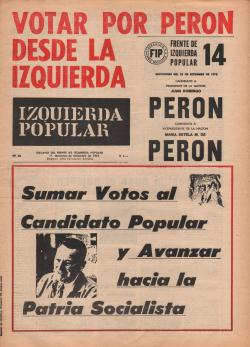
Diario Izquierda Popular

El Frente de Izquierda Popular (FIP) fue un partido político de Argentina identificado con la corriente llamada izquierda nacional que liderara Jorge Abelardo Ramos. Sus militantes y dirigentes provenían del Partido Socialista de la Izquierda Nacional (PSIN) fundado en 1962. Este continuaba en el plano de la acción política la lucha ideológica y teórica que algunos de sus fundadores habían emprendido desde el Partido Socialista de la Revolución Nacional y desde antes de la Segunda Guerra Mundial para construir un partido obrero revolucionario anti imperialista, independiente de la burguesía nacional y de la burocracia soviética. Esta corriente en 1971 fundó el Frente de Izquierda Popular (FIP).
En las elecciones de septiembre de 1973 fue parte del Frente Justicialista de Liberación apoyando la candidatura de Juan Domingo Perón y María Estela Martínez de Perón con el lema "Votar a Perón desde la izquierda".
Soportando detenciones, prisión y secuestros de militantes y dirigentes, el Frente de Izquierda Popular, nunca dejó de actuar durante los años de la dictadura. El rol de su apoderado el doctor Luis María Cabral, recorriendo juzgados presentando recursos de habeas corpus, comisarías y cuarteles militares para exigir la liberación y o aparición con vida de los desaparecidos, fue incansable.
Entre los militantes asesinados y desaparecidos se encuentran entre otros: 
Guillermo Mario Cesar Molinillo  08/07/1976
Gabriela Mirta Gorga Casabona  02/03/1977
Roberto Illanes Quinteros  02/03/1977
Carlos Flores  31/03/1977
Carlos Rafael F. Llerena Rosas  30/19/1974
Nora Graciela Peretti  12/05/1976
Rodolfo Gustavo Gallardo  12/05/1976
Gesualdo, Juan Carlos  8/04/1977 
El FIP constituyó un frente más amplio destacandose una posición más nacional y de mayor acercamiento al peronismo. Se constituyó el Movimiento Patriótico de Liberación (MPL). Ramos y el MPL integraron el Frente (electoral) Justicialista Popular FREJUPO y fue Ramos quien redactó su acta constitutiva en La Provinncia de La Rioja. En las elecciones de 1989 que llevaron a la presidencia a Carlos Saúl Ménem, el frente ganó con más del 15 % de diferencia al segundo: la UCR Unión Cívica Radical que llevaba como candidato a Eduardo Angeloz.
La firma del Tratado de Asunción el 26 de marzo de 1991 que pone en marcha el  lleva a Ramos a sostener que Carlos Menem retoma la bandera del proyecto de Juan Domingo Perón del ABC, la alianza política económica de Argentina, Brasil y Chile.
Pero para Abelardo Ramos la política económica que venía desarrollando el presidente Ménem merecían conceptos críticos que se replicaban en sus declaraciones y su periódico Patria Grande. Sostenía que desde la lucha por la independencia a la fecha no había pasado nada más importante en América Latina que la puesta en marcha del MERCOSUR. En referencia a Domingo Cavallo señaló en el periódico señaló: "Tenemos un ministro de finanzas. Necesitamos un ministro de economía", se opuso a las privatizaciones y a la política de importaciónes del gobierno. Repudió la invasión norteamericana a Panamá y no ocultó nunca su antimperialismo y Tercera Posición.
El 27 de agosto de 1994 la Convención Nacional del MPL resolvió integrarse al Partido Justicialista. Dijo Ramos a los delegados que: ésta es la reunión más importante que ha hecho nuestro movimiento desde sus orígenes.